# HMS Chester (könnyűcirkáló)
A HMS Chester egyike annak a két Town-osztályú könnyűcirkálónak, melyeket a Görög Haditengerészet rendelt meg 1914-ben. A hajó eredetileg a Lambros Katsonis nevet kapta volna. A hajót a Cammell Laird építette, és görögök még az első világháború kitörése után, 1914 augusztusában sem vonták vissza a megrendelést. 1915-ben a két cirkálót mégis megvásárolta a brit kormány.

## Felépítése

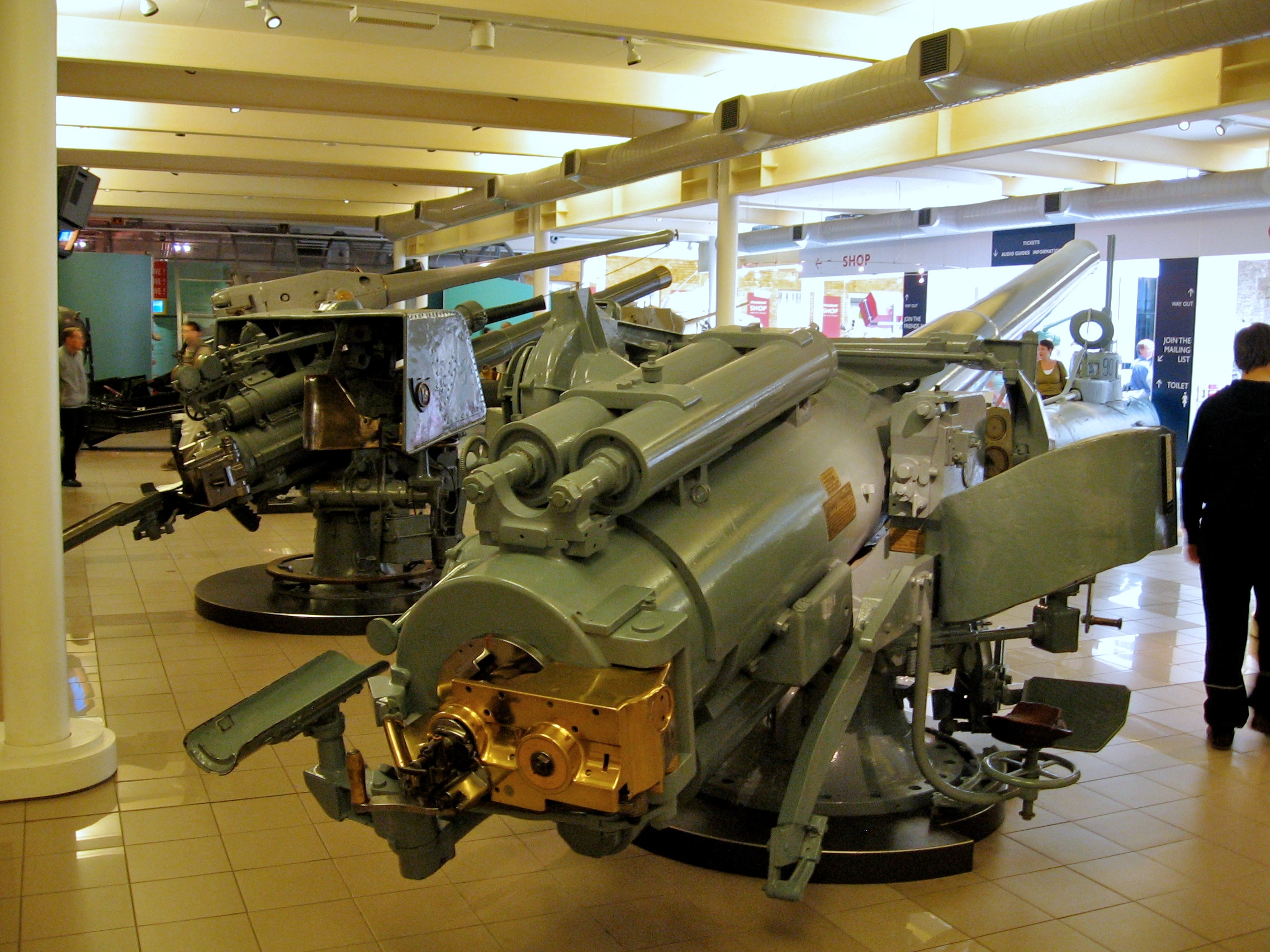
A Chester egyik 140 mm-es ágyúja, a londoni Imperial War Museum-ban

A görögöknek szánt két Town-osztályú könnyűcirkáló, azaz a Birkenhead-alosztály, néhány tekintetben eltért a többi Town-osztályú cirkálótól. Például ezen hajók fő fegyverzete a Coventry Ordnance Works fegyvergyár által gyártott 140 mm-es ágyú volt. Ezek az ágyúk jóval könnyebbek voltak a többi hajón lévő 152 mm-es ágyúknál, valamint a lövedékek is 100 font helyett csak 85 font súlyúak voltak. Ennek következtében a hajók tűzgyorsasága úgy javult, hogy a tűzerő csak kis mértékben csökkent. Ezen kívül a Chesteren olajtüzelésű kazánok dolgoztak, ami újdonság volt abban az időben a Brit Királyi Haditengerészetnél.

## Szolgálata

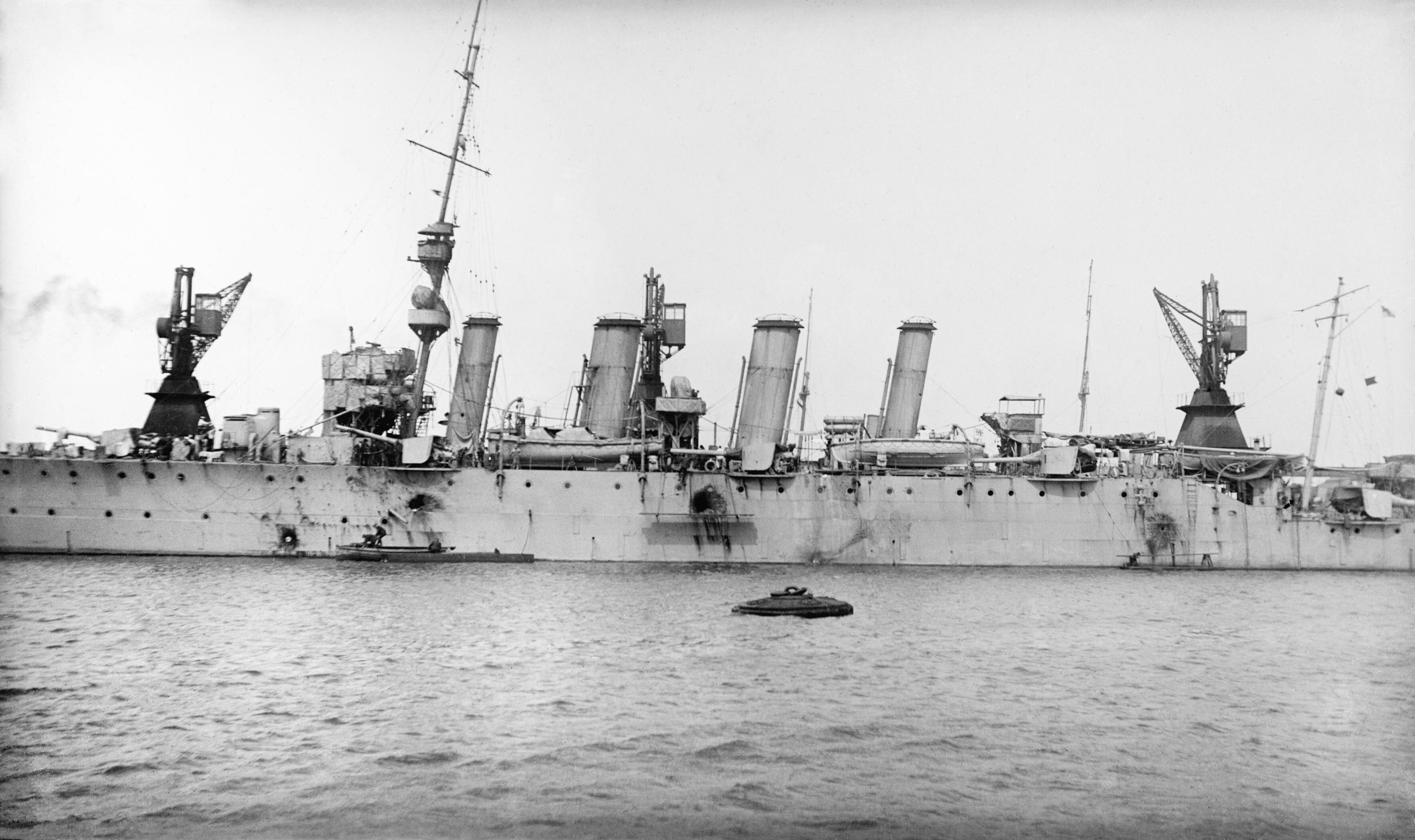
A HMS Chester a jütlandi csata után

A Chester építését 1914. október 7-én kezdték az angliai Birkenheadben. A hajó vízrebocsátására 1915. december 8-án, hadrendbe állítására pedig 1916 májusában került sor, mindössze három héttel a jütlandi csata előtt. A Chester is részt vett az ütközetben, a 3. könnyűcirkáló raj tagjaként. A csatában a brit cirkáló a német hajók kereszttüzébe került, így az ellenséges hajók 17 alkalommal találták el 150 mm-es ágyúikkal. A brit hajón 29-en meghaltak, és 49-en megsérültek. A sebesültek közt sokan a lábukat vesztették el, mert az ágyúknál lévő páncélzat nem biztosított megfelelő védelmet a legénység számára. Az áldozatok közt volt a 16 éves John Cornwell is, aki halála után megkapta a Viktória-keresztet. A Chester egészen a háború végéig a 3. könnyűcirkáló raj tagja maradt, utána pedig a tartalék hajók közé került. Ekkor felajánlották a görögöknek, hogy visszavásárolhatják a hajót, de nem éltek a lehetőséggel, így a hajót egy hajóbontó cégnek adták el, a Llanelly-i Rees-nek. Az az ágyú, melynél John Cornwell szolgált, jelenleg ki van állítva a londoni Imperial War Museum-ban
A kanadai Mount Chester hegy, erről a hajóról kapta a nevét.